# Kazimierz Hynek
Kazimierz Hynek (Hinek) herbu Topór (zm. ok. 1569 roku) – dworzanin 5-konny Zygmunta II Augusta w 1548 roku, jego dworzanin 4-konny w 1547 roku, dworzanin służący w 3 konie królowej Elżbiety Habsburżanki w latach 1543-1544.
Poseł na sejm 1553 roku z ziemi lwowskiej.